# Kaula
A Ilha Kaula (Em havaiano: Ka'ula), também chamada de Ka'ula Rock, é uma pequena e desabitada ilha em forma de lua crescente no ponto mais ocidental do arquipélago do Havaí.

## Geografia

Condado de Kauai

Essa ilha está localizada a 34 km a sudoeste de Niihau e, portanto, representa o ponto mais ocidental das ilhas reais do Havaí (também conhecido como "Ilhas de Barlavento", no ingl. "Ilhas Windward"). A cadeia de ilhas do noroeste, o Condado de Kauai, completa as Ilhas do arquipélago havaiano.
A Ilha Kaula é desabitada, mas os pescadores e mergulhadores visitam frequentemente a ilha. A ilha foi lembrada nas tradições orais havaianas e alguns vestígios de presença humana antiga foram encontrados, mas não há evidências de assentamentos permanentes. Ocasionalmente, tem sido usado como alvo para exercícios militares de bombardeio aéreo. Como muitas outras pequenas ilhas do Havaí, Ka'ula é um santuário de aves marinhas.
A ilha, em forma de meia lua, representa o íngreme relevo da cratera em forma de escudo de um antigo vulcão do Oceano Pacífico que está praticamente submerso. A área total é de 0,64 km² e a altitude máxima é de 167 metros. O censo de 2000 mostrou que a ilha desabitada tinha uma área de 158,2 acres (0,640 km 2 ; 0,2472 sq mi). Como o vulcão provavelmente está extinto, o Ka'ula não continua crescendo, mas está encolhendo devido aos processos de erosão. O oceano erodiu parcialmente a costa, criando penhascos e cavernas, particularmente a chamada caverna de tubarões, Kahakauaola. O Five Fathom Pinnacle, a 4,8 km a oeste-noroeste da Ilha Kaula, é um excelente ponto de mergulho.

### Fauna e Flora
Na superfície seca da ilha, apenas cerca de 15 espécies de plantas diferentes aparecem, as mais comuns são a Sida fallax e a Portulaca villosa.

A Ilha Kaula é um local popular para a de reprodução de várias espécies de aves marinhas, sendo que 18 espécies diferentes se reproduzem com mais de 92.000 exemplares na ilha. Particularmente comuns são a Andorinha-do-escuro (Anous stolidus), a andorinha-branca (Gygis alba) e o Tártaro (Onychoprion fuscatus).

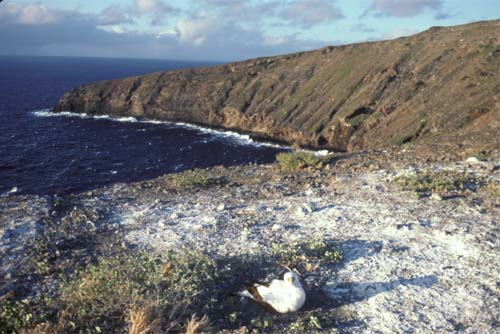
Sula dactylatra
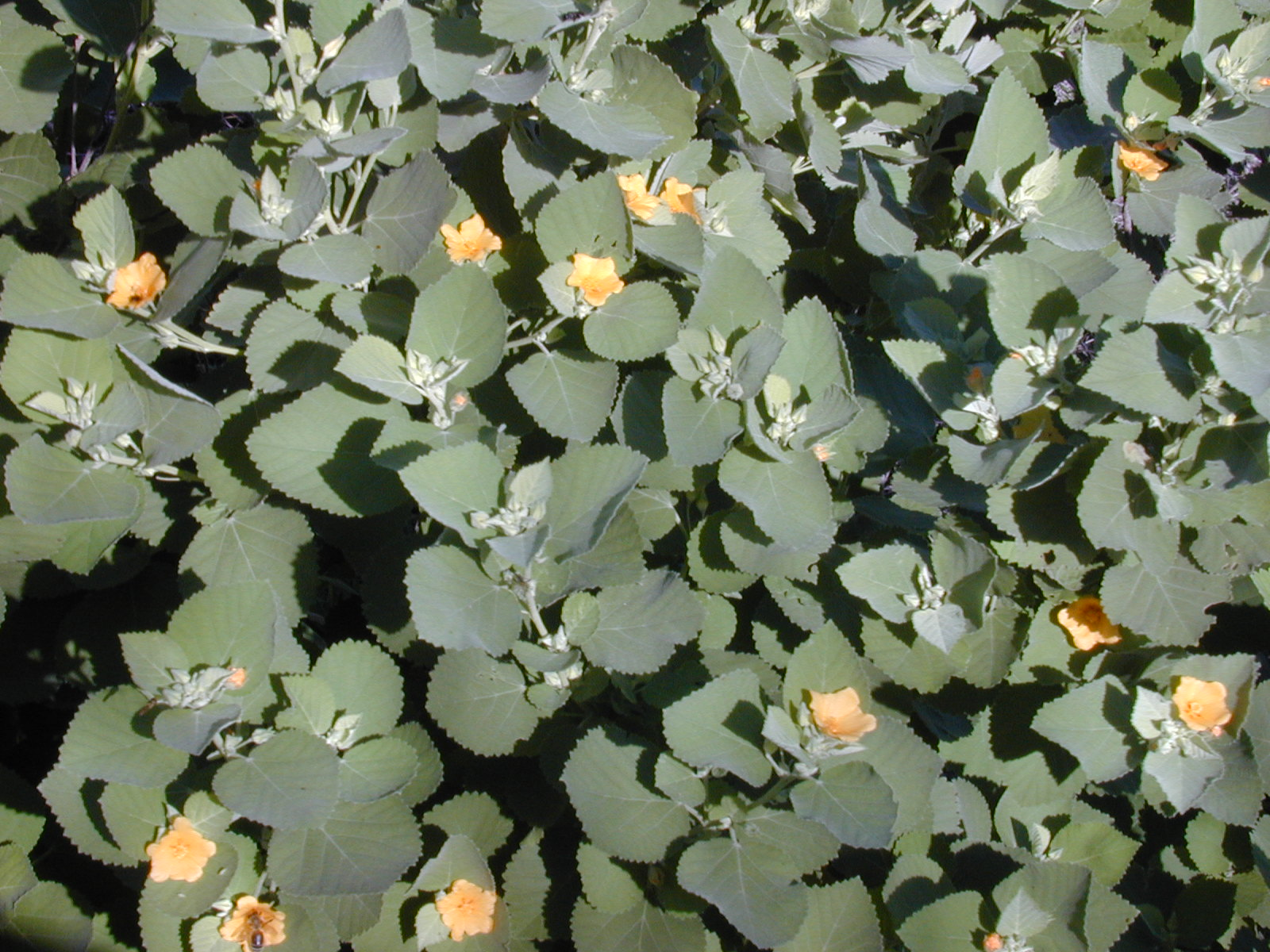
Sida fallax
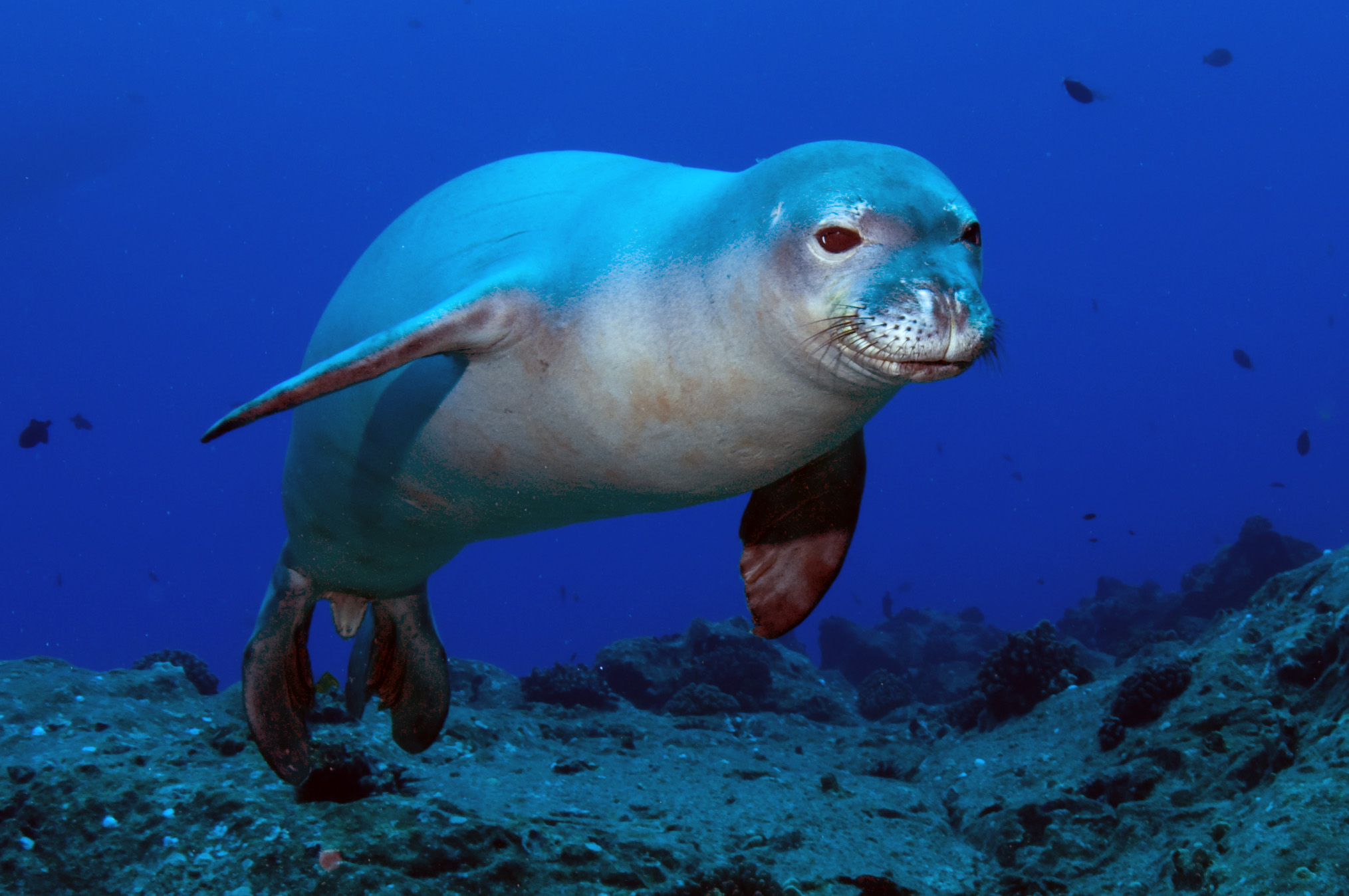
Monachus schauinslandi
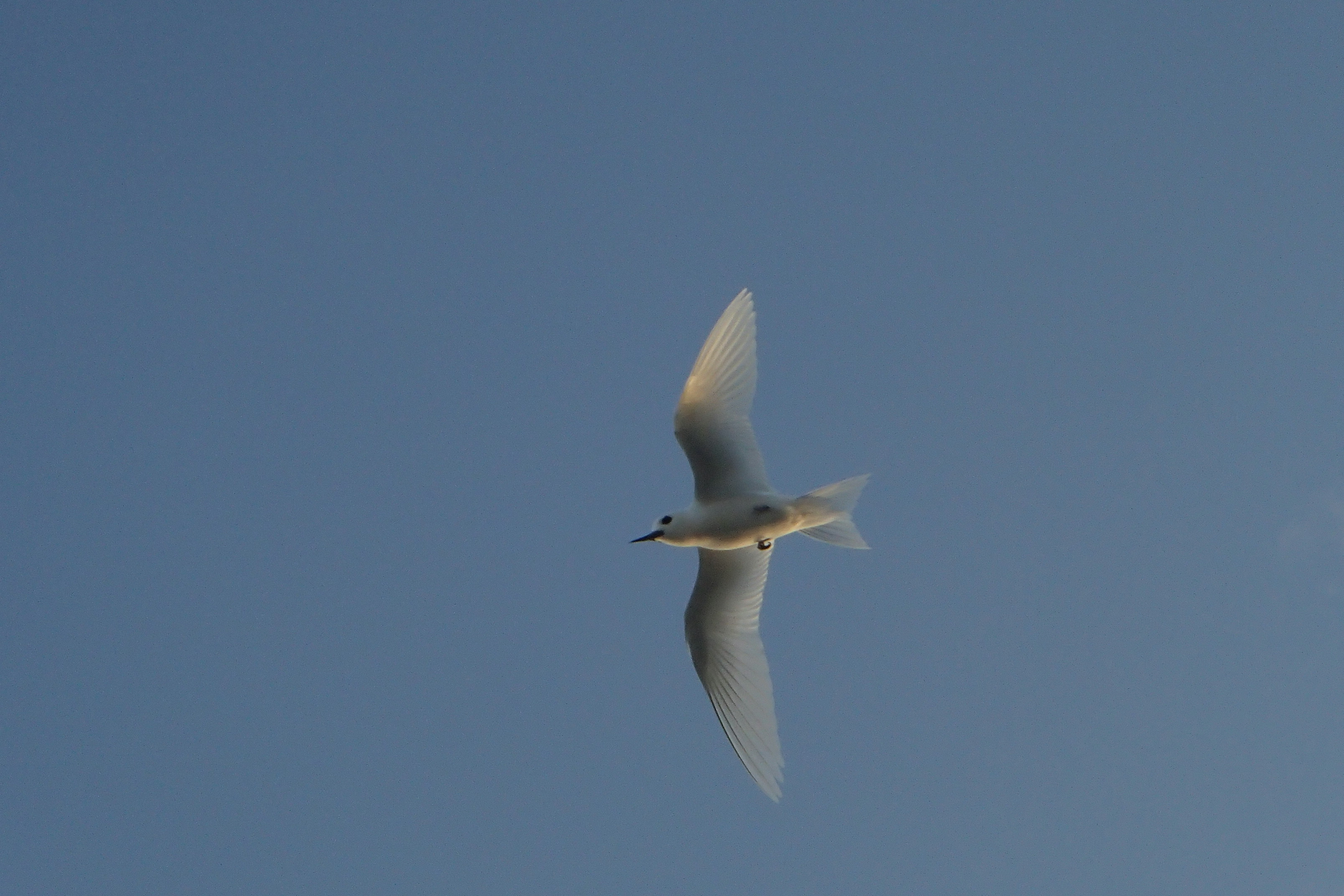
Gygis alba

### História, cultura e mitologia
A ilha já era conhecida pelas antigas culturas havaianas e é mencionada em canções e histórias. Também existem os restos de duas estruturas de pedra, provavelmente Heiaus (antigos templos havaianos), foram encontrados. Na lenda havaiana de Papa e Wākea, Ka'ula é a sétima criança a nascer. Kaʻula, que soletram como "Tahoora", foi uma das cinco primeiras ilhas avistadas pelo Capitão James Cook em 1778.

### Farol
Um farol foi construído na ilha em 1932 pela United States Lighthouse Service. Permaneceu em operação até 1947.

### Uso militar
A ilha tem sido usada como um campo de bombardeio pela Marinha dos Estados Unidos desde pelo menos 1952. Munições inertes são usadas atualmente, embora munições explosivas vivas tenham sido usadas no passado. Existe o risco de explosivos não detonados serem encontrados na ilha. É necessária a permissão da Marinha dos EUA para pousar na ilha. Em 1978, apesar da objeção da Marinha dos EUA, o estado do Havaí alegou posse da Ilha Kaúla e a nomeou como Santuário de Aves Marinhas. Uma determinação final de propriedade ainda não foi feita, e a Marinha ainda usa o ponto sudeste da ilha como local para bombardeio aéreo e um alvo de bombardeio.